# Velilla de Jiloca (kommunhuvudort)
Velilla de Jiloca är en kommunhuvudort i Spanien.   Den ligger i provinsen Provincia de Zaragoza och regionen Aragonien, i den nordöstra delen av landet, 200 km nordost om huvudstaden Madrid. Velilla de Jiloca ligger 615 meter över havet och antalet invånare är 111.
Terrängen runt Velilla de Jiloca är huvudsakligen kuperad, men åt nordväst är den platt. Velilla de Jiloca ligger nere i en dal. Runt Velilla de Jiloca är det glesbefolkat, med 11 invånare per kvadratkilometer. Närmaste större samhälle är Calatayud, 9,3 km norr om Velilla de Jiloca. Omgivningarna runt Velilla de Jiloca är i huvudsak ett öppet busklandskap.